# Litauische Militärakademie General Jonas Žemaitis
Die Litauische Militärakademie General Jonas Žemaitis (lit. Generolo Jono Žemaičio Lietuvos karo akademija) ist eine Militärakademie in Vilnius, Litauen. Die Hochschule befindet sich im Stadtteil Antakalnis.

## Geschichte und Namensgebung
Die General Jonas-Žemaitis-Militärakademie wurde im Jahr 1992, im Rahmen des Wiederaufbaus der litauischen Streitkräfte, als Ausbildungsanstalt für Offiziere gegründet. Gemeinsam mit der Divisionsgeneral-Stasys-Raštikis-Militärschule (der litauischen Unteroffiziersschule) steht sie in der Tradition der Kriegsschule Kaunas und der Vytautas-Magnus-Militärhochschule, die beide bis 1940 bestanden.
Benannt wurde die Einrichtung nach Jonas Žemaitis-Vytautas (1909–1954), dem Oberbefehlshaber der Streitkräfte des litauischen Widerstandes, im Range eines Brigadegenerals. Postum wurde dieser zudem als De-facto-Präsident Litauens anerkannt.

## Leitung
Seit der Gründung der Militärakademie standen folgenden Personen an ihrer Spitze:
- 1992: Algimantas Vaitkaitis (interim)
- 1992–1993: Jonas Andriškevičius
- 1993–2000: Zenonas Kulys
- 2000–2003: Algis Vaičeliūnas
- 2003–2005: Algimantas Vyšniauskas (interim)
- 2005–2008: Arūnas Balčiūnas
- 2008–2010: Edvardas Mažeikis
- 2010–2012: Gintaras Bagdonas
- 2012–2015: Eugenijus Vosylius
- 2015–2017: Raimundas Matulis
- 2017–2018: Algis Vaičeliūnas
- 2018/19: Darius Vaicikauskas (interim)
- 2019–2022: Juozas Kačergius
- 2022–2024: Almantas Leika
- seit 2024 Ričardas Dumbliauskas